# KV22
La KV22, també anomenada anteriorment WV22 (nomenclatura originada a partir de les sigles de West Valley, Vall Occidental en anglès) és una tomba egípcia de la necròpoli popularment coneguda com a Vall dels Micos, considerat el veí i el bessó en dimensions, geologia i funcions, de la vall dels Reis, també situada a la riba oest del Nil, a l'altura de la moderna ciutat de Luxor. El seu ocupant és el novè faraó de la dinastia XVIII, Amenhotep III.